# Pleurolabus damarensis
Pleurolabus damarensis es una especie de coleóptero de la familia Attelabidae.

## Distribución geográfica
Habita en Sudáfrica.